# Wade Phillips
Pour les articles homonymes, voir Phillips.
Wade Allen Phillips, né le 21 juin 1947 à Orange dans le Texas, est un entraîneur de football américain.
Il a été entraîneur principal avec les Broncos de Denver (1993 à 1994), les Bills de Buffalo (1998 à 2000) et les Cowboys de Dallas (2007 à 2010). Il a également occupé ce poste de façon intérimaire chez les Saints de La Nouvelle-Orléans (1985), les Falcons d'Atlanta (2003) et les Texans de Houston (2013).

## Biographie

### Carrière de joueur
Phillips effectue ses études à l'université de Houston où il joue pendant trois saisons au poste de linebacker de 1966 à 1968. Il y établit le record de son université pour le nombre de plaquages (228).

### Carrière d'entraîneur

#### Universitaire
Phillips commence sa carrière d'entraîneur comme assistant gradué de Bill Yeoman à l'université de Houston en 1969. De 1970 à 1972, il est coordinateur défensif de l'équipe de la Stark High School à Orange. Il entraîne ensuite les linebackers à l'université d'État de l'Oklahoma de 1973 à 1974, sous les ordres de son père qui est alors le coordinateur défensif de l'équipe. En 1975, Phillips dirige la ligne défensive de l'université du Kansas.

#### Dans la NFL
Phillips commence sa carrière professionnelle avec les Oilers de Houston où il devient entraîneur des linebackers en 1976, à nouveau sous les ordres de son père. Il prend ensuite en charge la ligne défensive de 1977 à 1980. Il continue ensuite de travailler avec son père dans l'équipe d'entraîneurs des Saints de La Nouvelle-Orléans. Fin 1985, il remplace son père en intérim à la tête de l'équipe. Il passe ensuite trois saisons comme coordinateur défensif des Eagles de Philadelphie puis quatre saisons au même poste avec les Broncos de Denver. Il devient entraîneur pirnicpal de ces mêmes Broncos en 1993, après que Dan Reeves ait été limogé, mais est à son tour limogé après une médiocre saison 1994 et remplacé par Mike Shanahan.
Il enregistre de nombreuses victoires avec les Bills de Buffalo, dont il est l'entraîneur principal de 1998 à 2000, qualifiant son équipe deux fois pour les éliminatoires, mais s'inclinant à chaque fois au tour préliminaire.
Le 8 février 2007, il est nommé entraîneur principal des Cowboys de Dallas en remplacement de  Bill Parcells. Il emmène son équipe en éliminatoires, mais les Cowboys perdent dès le tour préliminaire, amenant son bilan en phase éliminatoire à aucune victoire et 4 défaites. Il remporte son premier match éliminatoire lors de la saison 2009, avant que son équipe s'incline au deuxième tour (tour de division). Il est démis de ses fonctions au cours de la saison 2010 après avoir enregistré 7 défaites contre une seule victoire.
Le 5 janvier 2011, il est recruté par les Texans de Houston, pour lesquels il devient coordinateur défensif, sous les ordres de Gary Kubiak. Son travail sur une seule saison permet aux Texans de passer de la 30e défense de la ligue en 2010 à la première en 2011. Cela lui vaut d'être désigné par la presse comme « coordinateur de l'année ».
Le 6 décembre 2013, à la suite du renvoi de l'entraîneur principal Gary Kubiak, il devient entraîneur principal par intérim des Texans en plus de rester leur coordinateur défensif. Phillips et presque tout le personnel d'entraîneurs sont libérés par les Texans après la saison.
Il décide de suivre de nouveau Gary Kubiak pour reprendre ses fonctions de coordinateur défensif avec les Broncos pour la saison 2015. Il dirige alors une des meilleures défenses de la ligue, en étant notamment l'équipe ayant alloué le moins de yards contre l'attaque adverse ainsi qu'une des principales raisons de leurs succès. Il aide les Broncos à remporter le Super Bowl 50 face aux Panthers de la Caroline et gagne sa première bague de champion.
Après le départ de Kubiak à la conclusion de la saison 2016 et l'arrivée de Vance Joseph, il n'est pas retenu par le nouvel entraîneur principal des Broncos. Il devient par la suite le coordinateur défensif des Rams de Los Angeles sous les ordres du nouvel entraîneur Sean McVay. Lors du Super Bowl LIII contre les Patriots de la Nouvelle-Angleterre, la défense entraînée par Phillips limite les Patriots à 13 points, mais les difficultés en attaque des Rams font en sorte qu'ils perdent le match. Son contrat n'est pas renouvelé par les Rams après la saison 2019.
Il a la particularité d'avoir été remplacé dans ses fonctions deux fois par un père et son fils, à la Nouvelle-Orléans Jim Mora, puis à Atlanta Jim Mora Jr., et d'avoir également lui-même remplacé deux fois le même entraîneur, Dan Reeves, à Denver puis à Atlanta.

## Vie privée
Wade est le fils de l'ancien entraîneur Bum Phillips. Il est marié à Laurie avec qui il a eu deux enfants, Tracy et Wes, ce dernier étant également entraîneur et ayant été aux côtés de son père avec les Cowboys et les Rams.

## Statistiques
| Équipe                        | Saison         | Saison régulière | Saison régulière | Saison régulière | Saison régulière | Saison régulière | Phase éliminatoire | Phase éliminatoire | Phase éliminatoire | Phase éliminatoire                                             |
| Équipe                        | Saison         | G                | P                | N                | % victoires      | Classement       | G                  | P                  | % victoires        | Résultat                                                       |
| ----------------------------- | -------------- | ---------------- | ---------------- | ---------------- | ---------------- | ---------------- | ------------------ | ------------------ | ------------------ | -------------------------------------------------------------- |
| Saints de la Nouvelle-Orléans | 1985           | 1                | 3                | 0                | 25               | 3e NFC Ouest     | -                  | -                  | -                  | -                                                              |
|                               |                |                  |                  |                  |                  |                  |                    |                    |                    |                                                                |
| Broncos de Denver             | 1993           | 9                | 7                | 0                | 56,2             | 3e AFC Ouest     | 0                  | 1                  | 0                  | Défaite contre les Raiders de Los Angeles au tour préliminaire |
| Broncos de Denver             | 1994           | 7                | 9                | 0                | 43,7             | 4e AFC Ouest     | -                  | -                  | -                  | -                                                              |
| Totaux Broncos                | Totaux Broncos | 16               | 16               | 0                | 50               |                  | 0                  | 1                  | 0                  |                                                                |
| Bills de Buffalo              | 1998           | 10               | 6                | 0                | 62,5             | 3e AFC Est       | 0                  | 1                  | 0                  | Défaite contre les Dolphins de Miami au tour préliminaire      |
| Bills de Buffalo              | 1999           | 11               | 5                | 0                | 68,7             | 2e AFC Est       | 0                  | 1                  | 0                  | Défaite contre les Titans du Tennessee au tour préliminaire    |
| Bills de Buffalo              | 2000           | 8                | 8                | 0                | 50               | 4e AFC Est       | -                  | -                  | -                  | -                                                              |
| Totaux Bills                  | Totaux Bills   | 29               | 19               | 0                | 60,4             |                  | 0                  | 2                  | 0                  |                                                                |
| Falcons d'Atlanta             | 2003           | 2                | 1                | 0                | 66,6             | 4e NFC Sud       | -                  | -                  | -                  | -                                                              |
|                               |                |                  |                  |                  |                  |                  |                    |                    |                    |                                                                |
| Cowboys de Dallas             | 2007           | 13               | 3                | 0                | 81,2             | 1er NFC Est      | 0                  | 1                  | 0                  | Défaite contre les Giants de New York au tour de division      |
| Cowboys de Dallas             | 2008           | 9                | 7                | 0                | 56,2             | 3e NFC Est       | -                  | -                  | -                  | -                                                              |
| Cowboys de Dallas             | 2009           | 11               | 5                | 0                | 68,7             | 1er NFC Est      | 1                  | 1                  | 50                 | Défaite contre les Vikings du Minnesota au tour de division    |
| Cowboys de Dallas             | 2010           | 1                | 7                | 0                | 12,5             | Renvoyé          | -                  | -                  | -                  | -                                                              |
| Totaux Cowboys                | Totaux Cowboys | 34               | 22               | 0                | 60,7             |                  | 1                  | 2                  | 0                  |                                                                |
| Texans de Houston             | 2013           | 0                | 3                | 0                | 0                | 4e AFC Sud       | -                  | -                  | -                  | -                                                              |
| Totaux                        | Totaux         | 82               | 64               | 0                | 56,2             |                  | 1                  | 5                  | 16,7               |                                                                |